# 阿部悦子
阿部 悦子（あべ えつこ、1981年1月20日 - ）は、日本のフリーアナウンサー。

## 人物
埼玉県出身。学習院大学法学部政治学科卒業後、2003年4月鹿児島讀賣テレビ (KYT) に入社。2006年3月にKYTを退社し、フリーアナウンサーへ転身。
『ゆうどきネットワーク』（NHK総合）のリポーターを経て、2012年4月からは『FNNスーパーニュース』（フジテレビ）のリポーター・ディレクターを担当している。

## 過去の担当番組

### 鹿児島讀賣テレビ時代
- ズームイン!!SUPER鹿児島担当キャスター（2005年10月 - 2006年3月）
- KYTニュースプラス1スポーツキャスター

### 東京進出後
- 上柳昌彦のお早うGoodDay!リポーター（ニッポン放送）
- ゆうどきネットワークリポーター（NHK総合、2008年4月 - 2012年3月）
- ラジオビタミンリポーター（NHKラジオ第1、2009年 - 2012年3月）
- FNNスーパーニュース（フジテレビ 2012年4月4月-2015年3月）
- 情報プレゼンターとくダネ!（フジテレビ、2014年4月-2021年3月）レポーター